# Castellbell i el Vilar
Castellbell i el Vilar – gmina w Hiszpanii, w prowincji Barcelona, w Katalonii, o powierzchni 28,52 km². W 2011 roku gmina liczyła 3641 mieszkańców.